# Gazella bilkis
Espèce
Statut de conservation UICN

 EX  : Éteint
Gazella bilkis, considérée par certains comme une sous-espèce de Gazella arabica, est une espèce de gazelle aujourd'hui éteinte. Cette sous-espèce originaire du Yémen est un cas particulier : seulement cinq spécimens ont été observés dans des montagnes en 1951. Elle n'a plus été observée depuis.    